# Mosteiros
Mosteiros è una cittadina dello stato-arcipelago di Capo Verde, capoluogo della contea omonima. Si trova sull'isola di Fogo, appartenente al gruppo delle isole Sotavento.
Le abitazioni sono costruite principalmente in roccia lavica. Lo sviluppo della cittadina ha subito un forte arresto in seguito alla chiusura dell'aeroporto locale, trasferito a São Filipe. A Mosteiros si trova una sola scuola (colegio), una banca e un ufficio postale.